# Julian Knowle
Julian Knowle (* 29. April 1974 in Lauterach, Vorarlberg) ist ein ehemaliger österreichischer Tennisspieler. Seine größten Erfolge feierte er mit verschiedenen Partnern im Doppel, darunter der Titelgewinn 2007 bei den US Open. 2004 stand er im Finale von Wimbledon und 2007 in Shanghai im Endspiel der Tennis-WM.

## Anfänge
Knowle wuchs in Vorarlberg auf. Sein Name stammt von seinem aus Indien stammenden Großvater, seine Großmutter war Italienerin. Mit 14 Jahren war er bereits einer der besten Tennisspieler seines Alters.

## Karriere

### Einzel
Knowle ist einer der wenigen Spieler auf der Tour, der Vorhand und Rückhand beidhändig spielt. Sein bestes Ranking im Einzel erreichte er mit Platz 86 im Jahr 2002, als er sowohl bei den Australian Open als auch bei den French Open in Runde 2 stand. Ab 2004 kam jedoch der Absturz in der Einzel-Rangliste. Er musste bei fast jedem Turnier in die Qualifikation, die er am Anfang noch oft überstand. Seit Chennai 2005 stand er jedoch nie wieder im Hauptfeld eines Turniers der ATP World Tour.
Erst 2012 versuchte er sich in Kuala Lumpur erneut bei einem ATP-Turnier, da die Qualifikation dort eher schwach besetzt war und er ohnehin zum Doppelwettbewerb antrat. Nach überstandener Qualifikation scheiterte er allerdings in der ersten Runde an Albert Ramos Viñolas. Dennoch stellte Knowle damit den zu diesem Zeitpunkt aktuellen Rekord des ältesten Teilnehmers auf, der sich jemals für das Hauptfeld eines ATP-Turniers qualifizierte.

### Doppel und Karriereende
Knowle spezialisierte sich immer mehr auf das Doppel. Schon parallel zu seiner Einzelkarriere feierte er große Erfolge wie den Wimbledon-Finaleinzug 2004 mit seinem damaligen Partner Nenad Zimonjić.
Ab 2005 spielte er mit seinem Landsmann Jürgen Melzer Doppel. Mit ihm gewann er zwei Titel (St. Petersburg und Casablanca) und schaffte weitere Finaleinzüge Ende 2006. Als sich Melzer 2007 mehr auf das Einzel konzentrierte, spielte Knowle mit dem Schweden Simon Aspelin, mit dem er Erfolge feierte. Schon im Sommer 2007 gewann er mit ihm drei Turniere (Pörtschach, Båstad und Halle).
Seinen vorläufigen Karrierehöhepunkt erreichte er am 7. September 2007, als er, wiederum an der Seite von Aspelin, den Doppeltitel bei den US Open gewann. Im Viertelfinale schlug das an Nummer zehn gesetzte Duo das topgesetzte Zwillingspaar Mike und Bob Bryan. Im Finale setzten sich Aspelin/Knowle gegen die Tschechen Lukáš Dlouhý und Pavel Vízner mit 7:5 und 6:4 durch.
Knowle ist der zweite Österreicher nach Thomas Muster, der ein Grand-Slam-Turnier gewinnen konnte. Im Herbst desselben Jahres erreichte das Duo außerdem das Finale des Tennis Masters Cups, wo sie sich allerdings Mark Knowles und Daniel Nestor klar mit 2:6 und 3:6 geschlagen geben mussten.
2009 gewann Knowle, wieder an der Seite von Jürgen Melzer, die Doppelwettbewerbe bei den ATP-Turnieren in New Haven und Tokio.
Für die Saison 2010 plante Knowle die Zusammenarbeit mit dem Schweden Robert Lindstedt; der Versuch wurde jedoch nach vier Auftaktniederlagen schon im Februar beendet. Ihr bestes Ergebnis erzielten sie bei den Open 13 in Marseille, wo sie bis ins Finale vorstießen. Danach spielte Knowle mit Andy Ram.
Bei den French Open erreichte er das Finale im Mixed-Wettbewerb und das Halbfinale im Herrendoppel. In Wimbledon kam er im Mixed bis zum Viertelfinale.
Ab 2011 spielte er immer wieder mit wechselnden Partnern.
Zwischen August 2010 und Juni 2011 fiel Knowle vom 17. auf den 83. Rang der Weltrangliste zurück und nahm daraufhin zum ersten Mal seit 2005 wieder an Turnieren der niedriger dotierten ATP Challenger Tour teil, die er in Orbetello mit Igor Zelenay und in Cordenons mit Michael Kohlmann gewann.
2012 war er wieder auf der ATP World Tour erfolgreich und gewann mit František Čermák in Kitzbühel, 2013 mit Filip Polášek in Zagreb und Casablanca sowie 2014 mit Marcelo Melo in Auckland und mit Andre Begemann in Halle. Die beiden darauffolgenden Saisonen konnte er wieder nur Turniere der Challenger Tour für sich entscheiden, und zwar 2015 in Prostějov mit Philipp Oswald und 2016 in Prag mit Igor Zelenay sowie in Mons mit Jürgen Melzer.
Am 3. Juni 2019 beendete Knowle das erste Mal seine aktive Karriere aufgrund anhaltender gesundheitlicher Probleme. 2020 spielte er einmal und 2021 noch zweimal Doppelpartien. Im Rahmen der ATP Finals 2021 wurde er schließlich feierlich verabschiedet.

## Erfolge
| Legende (Anzahl der Siege)                           |
| Grand Slam (1)                                       |
| Tennis Masters Cup                                   |
| ATP Masters Series ATP World Tour Masters 1000       |
| ATP International Series Gold ATP World Tour 500 (1) |
| ATP International Series ATP World Tour 250 (17)     |
| ATP Challenger Tour (29)                             |

| Titel nach Belag |
| Hartplatz (8)    |
| Sand (8)         |
| Rasen (2)        |
| Teppich (1)      |

### Einzel

#### Turniersiege
| Nr. | Datum             | Turnier             | Belag         | Finalgegner      | Ergebnis       |
| --- | ----------------- | ------------------- | ------------- | ---------------- | -------------- |
| 1.  | 14. März 1999     | Kyōto               | Teppich (i)   | Gōichi Motomura  | 6:1, 6:2       |
| 2.  | 19. August 2001   | Graz                | Hartplatz     | Juri Schtschukin | 6:3, 6:2       |
| 3.  | 25. November 2001 | Caracas             | Hartplatz     | Michael Kohlmann | 7:65, 1:6, 6:3 |
| 4.  | 24. Februar 2002  | Andrézieux-Bouthéon | Hartplatz (i) | Julien Varlet    | 6:2, 6:4       |

### Doppel

#### Turniersiege

##### ATP World Tour
| Nr. | Datum             | Turnier            | Belag         | Partner            | Finalgegner                       | Ergebnis           |
| --- | ----------------- | ------------------ | ------------- | ------------------ | --------------------------------- | ------------------ |
| 1.  | 18. Februar 2002  | Kopenhagen         | Hartplatz (i) | Michael Kohlmann   | Jiří Novák Radek Štěpánek         | 7:68, 7:5          |
| 2.  | 22. Juli 2002     | Umag               | Sand          | František Čermák   | Albert Portas Fernando Vicente    | 6:4, 6:4           |
| 3.  | 6. Jänner 2003    | Chennai            | Hartplatz     | Michael Kohlmann   | František Čermák Leoš Friedl      | 7:61, 7:63         |
| 4.  | 27. Oktober 2003  | St. Petersburg (1) | Hartplatz (i) | Nenad Zimonjić     | Michael Kohlmann Rainer Schüttler | 7:61, 6:3          |
| 5.  | 2. Mai 2005       | München            | Sand          | Mario Ančić        | Florian Mayer Alexander Waske     | 6:3, 1:6, 6:3      |
| 6.  | 31. Oktober 2005  | St. Petersburg (2) | Teppich (i)   | Jürgen Melzer      | Jonas Björkman Maks Mirny         | 4:6, 7:5, 7:5      |
| 7.  | 1. Mai 2006       | Casablanca (1)     | Sand          | Jürgen Melzer      | Michael Kohlmann Alexander Waske  | 6:3, 6:4           |
| 8.  | 28. Mai 2007      | Pörtschach         | Sand          | Simon Aspelin      | Leoš Friedl David Škoch           | 7:66, 5:7, [10:5]  |
| 9.  | 17. Juni 2007     | Halle (1)          | Rasen         | Simon Aspelin      | Fabrice Santoro Nenad Zimonjić    | 6:4, 7:65          |
| 10. | 15. Juli 2007     | Båstad (1)         | Sand          | Simon Aspelin      | Martín García Sebastián Prieto    | 6:2, 6:4           |
| 11. | 7. September 2007 | US Open            | Hartplatz     | Simon Aspelin      | Lukáš Dlouhý Pavel Vízner         | 7:5, 6:4           |
| 12. | 29. August 2009   | New Haven          | Hartplatz     | Jürgen Melzer      | Bruno Soares Kevin Ullyett        | 6:4, 7:63          |
| 13. | 11. Oktober 2009  | Tokio              | Hartplatz     | Jürgen Melzer      | Ross Hutchins Jordan Kerr         | 6:2, 5:7, [10:8]   |
| 14. | 28. Juli 2012     | Kitzbühel          | Sand          | František Čermák   | Dustin Brown Paul Hanley          | 7:64, 3:6, [12:10] |
| 15. | 10. Februar 2013  | Zagreb             | Hartplatz (i) | Filip Polášek      | Ivan Dodig Mate Pavić             | 6:3, 6:3           |
| 16. | 14. April 2013    | Casablanca (2)     | Sand          | Filip Polášek      | Christopher Kas Dustin Brown      | 6:3, 6:2           |
| 17. | 11. Jänner 2014   | Auckland           | Hartplatz     | Marcelo Melo       | Alexander Peya Bruno Soares       | 4:6, 6:3, [10:5]   |
| 18. | 15. Juni 2014     | Halle (2)          | Rasen         | Andre Begemann     | Roger Federer Marco Chiudinelli   | 1:6, 7:5, [12:10]  |
| 19. | 23. Juli 2017     | Båstad (2)         | Sand          | Philipp Petzschner | Sander Arends Matwé Middelkoop    | 6:2, 3:6, [10:7]   |

##### ATP Challenger Tour
| Nr. | Datum              | Turnier             | Belag         | Partner             | Finalgegner                          | Ergebnis         |
| --- | ------------------ | ------------------- | ------------- | ------------------- | ------------------------------------ | ---------------- |
| 1.  | 14. März 1999      | Kyōto               | Teppich (i)   | Lorenzo Manta       | Giorgio Galimberti Lee Hyung-taik    | 6:1, 6:7, 6:2    |
| 2.  | 15. August 1999    | Wien                | Sand          | Thomas Strengberger | Petr Kralert Michel Kratochvil       | 6:3, 6:2         |
| 3.  | 17. September 2000 | Linz                | Sand          | Thomas Strengberger | Petr Luxa David Škoch                | 6:3, 7:5         |
| 4.  | 15. Oktober 2000   | Grenoble            | Hartplatz (i) | Lorenzo Manta       | Yves Allegro Julien Cuaz             | 6:3, 6:4         |
| 5.  | 5. November 2000   | Yokohama            | Teppich (i)   | Yves Allegro        | Tim Crichton Ashley Fisher           | 6:3, 7:62        |
| 6.  | 4. Februar 2001    | Hamburg             | Teppich (i)   | Lorenzo Manta       | Karsten Braasch Jens Knippschild     | 6:3, 7:64        |
| 7.  | 18. Februar 2001   | Lübeck              | Teppich (i)   | Lorenzo Manta       | Yves Allegro Michael Kohlmann        | 6:3, 3:6, 7:62   |
| 8.  | 4. März 2001       | Cherbourg-Octeville | Hartplatz (i) | Lorenzo Manta       | Cédric Kauffmann Frédéric Niemeyer   | 3:6, 6:4, 6:3    |
| 9.  | 16. September 2001 | Zabrze              | Sand          | Michael Kohlmann    | Karol Beck Igor Zelenay              | 6:1, 7:65        |
| 10. | 4. November 2001   | Aachen              | Teppich (i)   | Michael Kohlmann    | Marc-Kevin Goellner Marcos Ondruska  | 6:3, 7:64        |
| 11. | 25. November 2001  | Caracas             | Hartplatz     | Michael Kohlmann    | Tomas Behrend Daniel Melo            | 7:5, 6:3         |
| 12. | 24. Februar 2002   | Andrézieux-Bouthéon | Hartplatz (i) | Jürgen Melzer       | Aleksandar Kitinov Todd Perry        | 6:4, 6:75, 6:1   |
| 13. | 9. März 2003       | Besançon            | Hartplatz (i) | Jonathan Erlich     | Richard Gasquet Nicolas Mahut        | 6:3, 6:4         |
| 14. | 6. Dezember 2003   | Ischgl              | Teppich (i)   | Alexander Peya      | Gianluca Bazzica Massimo Dell’Acqua  | 6:2, 6:3         |
| 15. | 14. August 2004    | Graz (1)            | Hartplatz     | Alexander Peya      | Emilio Benfele Álvarez Josh Goffi    | 6:4, 6:2         |
| 16. | 5. Dezember 2004   | Mailand             | Teppich (i)   | Daniele Bracciali   | Jason Marshall Huntley Montgomery    | 6:3, 6:2         |
| 17. | 13. August 2005    | Graz (2)            | Hartplatz     | Alexander Peya      | Johan Landsberg Jean-Claude Scherrer | 3:6, 6:1, 6:2    |
| 18. | 24. Juli 2011      | Orbetello           | Sand          | Igor Zelenay        | Romain Jouan Benoît Paire            | 6:1, 7:62        |
| 19. | 21. August 2011    | Cordenons           | Sand          | Michael Kohlmann    | Colin Ebelthite Adam Feeney          | 2:6, 7:5, [10:5] |
| 20. | 7. Juni 2015       | Prostějov           | Sand          | Philipp Oswald      | Mateusz Kowalczyk Igor Zelenay       | 4:6, 6:3, [11:9] |
| 21. | 7. August 2016     | Prag                | Sand          | Igor Zelenay        | Facundo Argüello Julio Peralta       | 6:4, 7:5         |
| 22. | 9. Oktober 2016    | Mons                | Hartplatz (i) | Jürgen Melzer       | Sander Arends Wesley Koolhof         | 7:64, 7:64       |
| 23. | 25. Februar 2017   | Bergamo             | Hartplatz (i) | Adil Shamasdin      | Dino Marcan Sam Weissborn            | 6:3, 6:3         |
| 24. | 29. April 2017     | Francavilla al Mare | Sand          | Igor Zelenay        | Rameez Junaid Kevin Krawietz         | 2:6, 6:2, [10:7] |
| 25. | 15. Juli 2017      | Braunschweig        | Sand          | Igor Zelenay        | Kevin Krawietz Gero Kretschmer       | 6:3, 7:63        |

#### Finalteilnahmen
| Nr. | Datum              | Turnier            | Belag         | Partner          | Finalgegner                            | Ergebnis           |
| --- | ------------------ | ------------------ | ------------- | ---------------- | -------------------------------------- | ------------------ |
| 1.  | 6. Mai 2002        | Mallorca           | Sand          | Michael Kohlmann | Mahesh Bhupathi Leander Paes           | 2:6, 4:6           |
| 2.  | 3. März 2003       | Kopenhagen         | Hartplatz (i) | Michael Kohlmann | Tomáš Cibulec Pavel Vízner             | 5:7, 7:5, 2:6      |
| 3.  | 14. Juli 2003      | Newport            | Rasen         | Jürgen Melzer    | Jordan Kerr David Macpherson           | 6:74, 3:6          |
| 4.  | 3. Mai 2004        | München            | Sand          | Nenad Zimonjić   | James Blake Mark Merklein              | 2:6, 4:6           |
| 5.  | 5. Juli 2004       | Wimbledon          | Rasen         | Nenad Zimonjić   | Jonas Björkman Todd Woodbridge         | 1:6, 4:6, 6:4, 4:6 |
| 6.  | 17. April 2006     | Houston            | Sand          | Jürgen Melzer    | Michael Kohlmann Alexander Waske       | 7:5, 4:6, [5:10]   |
| 7.  | 9. Oktober 2006    | Metz               | Hartplatz (i) | Jürgen Melzer    | Richard Gasquet Fabrice Santoro        | 6:3, 1:6, [9:11]   |
| 8.  | 16. Oktober 2006   | Wien (1)           | Hartplatz (i) | Jürgen Melzer    | Petr Pála Pavel Vízner                 | 4:6, 6:3, [10:12]  |
| 9.  | 30. Oktober 2006   | St. Petersburg (1) | Teppich (i)   | Jürgen Melzer    | Simon Aspelin Todd Perry               | 1:6, 6:73          |
| 10. | 26. Februar 2007   | Memphis            | Hartplatz (i) | Jürgen Melzer    | Eric Butorac Jamie Murray              | 5:7, 3:6           |
| 11. | 18. November 2007  | Shanghai           | Hartplatz (i) | Simon Aspelin    | Mark Knowles Daniel Nestor             | 2:6, 3:6           |
| 12. | 24. Mai 2008       | Pörtschach         | Sand          | Jürgen Melzer    | Marcelo Melo André Sá                  | 7:5, 6:73, [11:13] |
| 13. | 22. Februar 2009   | Marseille (1)      | Hartplatz (i) | Andy Ram         | Arnaud Clément Michaël Llodra          | 6:3, 3:6, [8:10]   |
| 14. | 1. November 2009   | Wien (2)           | Hartplatz (i) | Jürgen Melzer    | Łukasz Kubot Oliver Marach             | 6:2, 4:6, [9:11]   |
| 15. | 21. Februar 2010   | Marseille (2)      | Hartplatz (i) | Robert Lindstedt | Julien Benneteau Michaël Llodra        | 4:6, 3:6           |
| 16. | 19. September 2011 | Bukarest           | Sand (i)      | David Marrero    | Daniele Bracciali Potito Starace       | 6:3, 4:6, [8:10]   |
| 17. | 6. Mai 2012        | Estoril            | Sand          | David Marrero    | Aisam-ul-Haq Qureshi Jean-Julien Rojer | 5:7, 5:7           |
| 18. | 21. Oktober 2012   | Wien (3)           | Hartplatz (i) | Filip Polášek    | Andre Begemann Martin Emmrich          | 4:6, 6:3, [4:10]   |
| 19. | 4. Jänner 2013     | Doha (1)           | Hartplatz     | Filip Polášek    | Christopher Kas Philipp Kohlschreiber  | 5:7, 4:6           |
| 20. | 20. Oktober 2013   | Wien (4)           | Hartplatz (i) | Daniel Nestor    | Florin Mergea Lukáš Rosol              | 5:7, 4:6           |
| 21. | 27. Oktober 2013   | Basel              | Hartplatz (i) | Oliver Marach    | Treat Huey Dominic Inglot              | 3:6, 6:3, [4:10]   |
| 22. | 19. Oktober 2014   | Wien (5)           | Hartplatz (i) | Andre Begemann   | Jürgen Melzer Philipp Petzschner       | 6:76, 6:4, [7:10]  |
| 23. | 9. Jänner 2015     | Doha (2)           | Hartplatz     | Philipp Oswald   | Juan Mónaco Rafael Nadal               | 3:6, 4:6           |
| 24. | 27. September 2015 | St. Petersburg (2) | Hartplatz (i) | Alexander Peya   | Treat Huey Henri Kontinen              | 5:7, 3:6           |
| 25. | 23. Oktober 2016   | Moskau             | Hartplatz (i) | Jürgen Melzer    | Juan Sebastián Cabal Robert Farah      | 5:7, 6:4, [5:10]   |